# دانييل جونسون (لاعب كرة قدم)
دانييل جونسون (بالإنجليزية: Daniel Johnson) (و. 1992  م) هو لاعب كرة قدم، من جامايكا، ولد في كينغستون، يلعب كلاعب وسط.

## روابط خارجية
- دانييل جونسون على موقع قاعدة بيانات كرة القدم.إي يو (الإنجليزية)
- دانييل جونسون على موقع Soccerbase.com (لاعب) (الإنجليزية)
- دانييل جونسون على موقع Soccerway.com (الإنجليزية)
- دانييل جونسون على موقع AS.com (الإسبانية)